# Letiàjevka
Letiàjevka (en rus: Летяжевка) és un poble de l'óblast de Saràtov, a Rússia, segons el cens del 2010 tenia 6 habitants. Pertany al districte municipal d'Arkadak.